# Norilsk

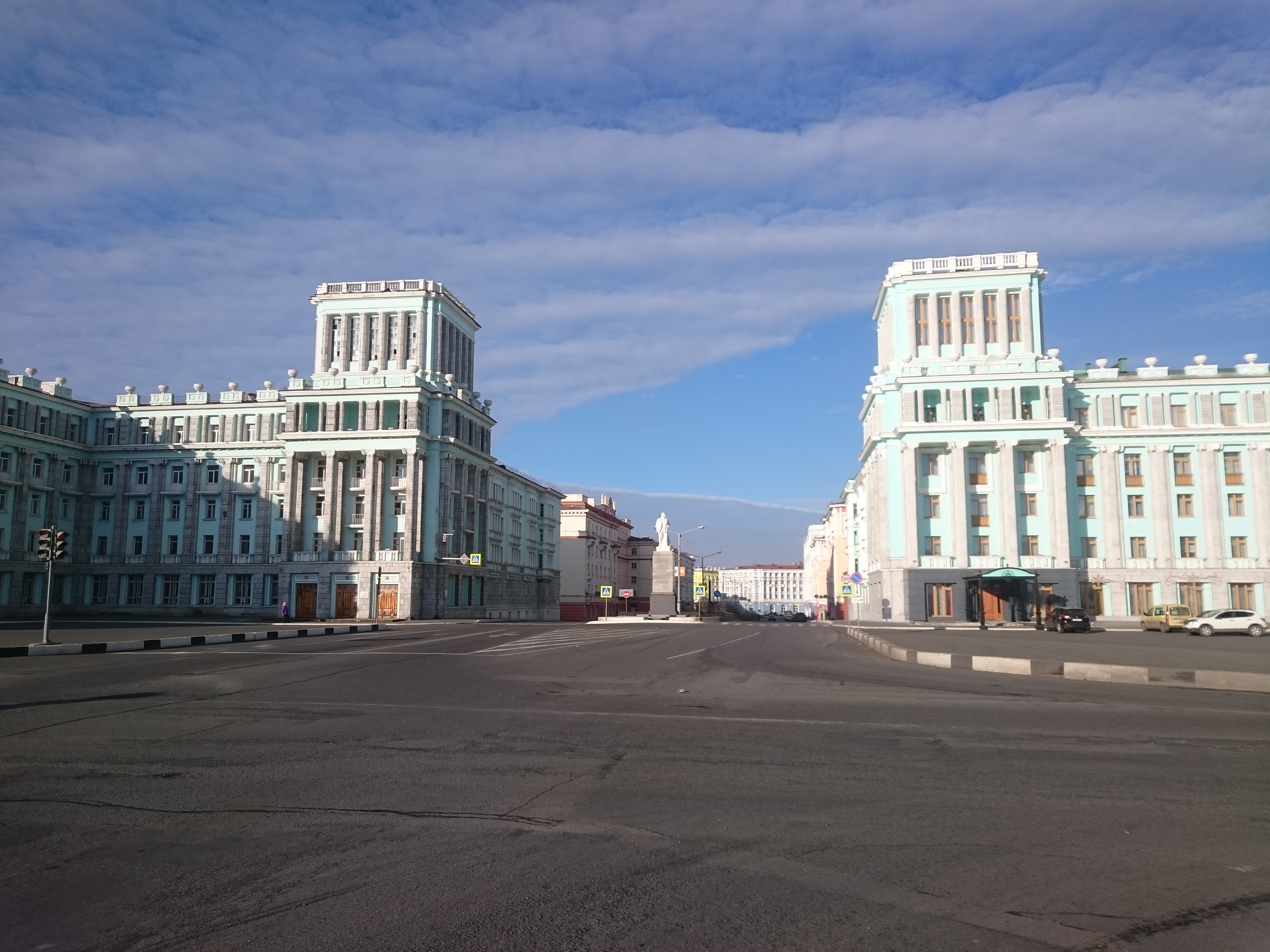
Oktober(revolutie)plein in de stad

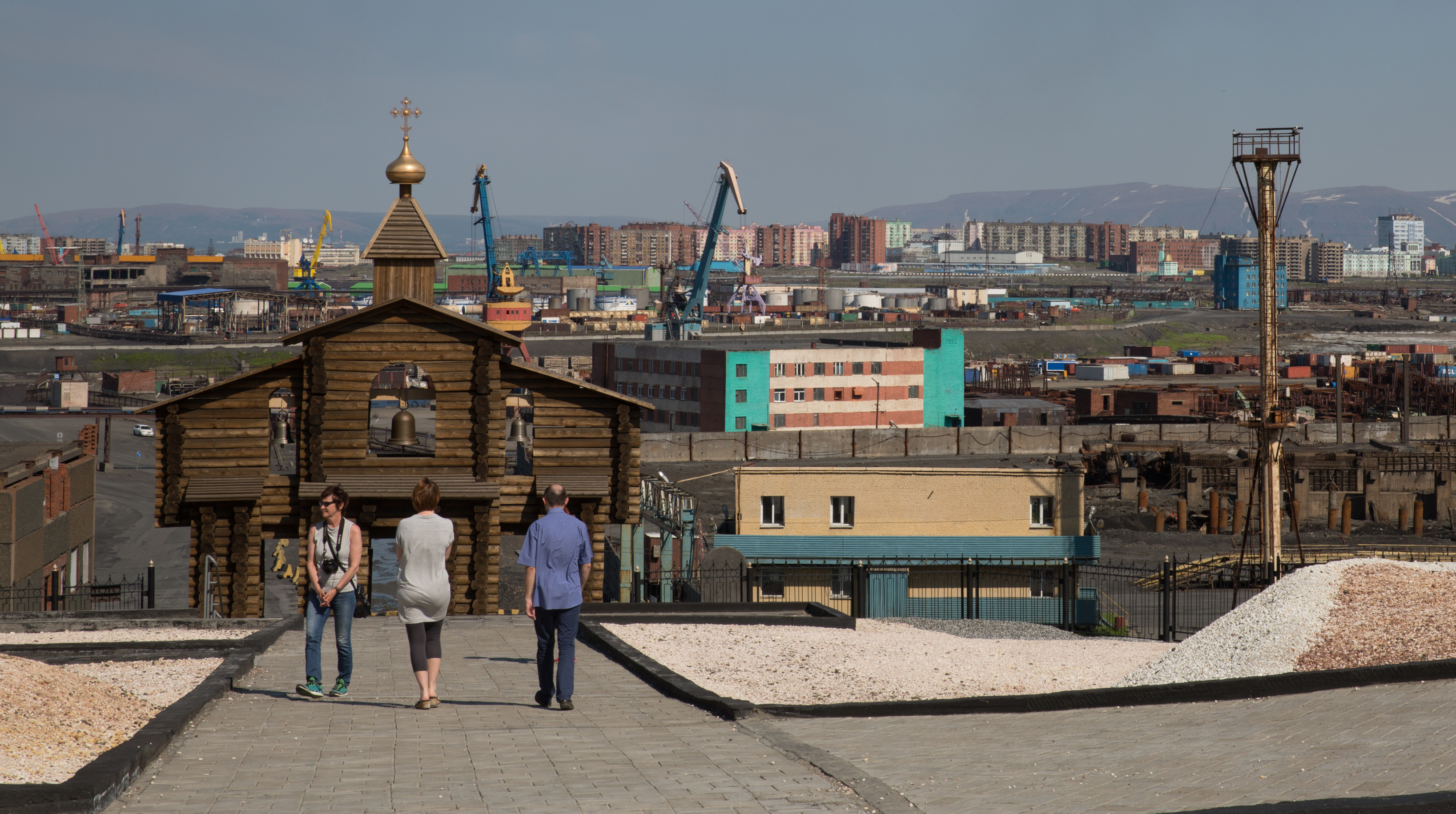
Monument ter nagedachtenis slachtoffers Goelag

Norilsk (Russisch: Норильск) is een grote stad in Rusland, gelegen in het Hoge Noorden en is naar inwoneraantal de tweede stad van kraj Krasnojarsk en de noordelijkste stad van Siberië. Na Moermansk is het de tweede stad van de wereld naar grootte boven de noordpoolcirkel en de noordelijkste stad ter wereld met meer dan 100.000 inwoners. Norilsk en Jakoetsk zijn de enige grote steden (meer dan 100.000 inwoners) die op de permafrost liggen.
De stad heeft haar oorsprong in de Goelagkampen rond de stad en ligt in een gebied met gigantische delfstoffenvoorraden, waarvan nikkel de belangrijkste is. De stad vormt met het eromheen gelegen Industriegebied Norilsk (228.000 inwoners in 2000) een eiland in het uitgestrekte bijna onbewoonde gebied van Noord-Siberië en heeft geen weg- of spoorverbindingen met de rest van Rusland. De Norilskspoorlijn verbindt de stad met Doedinka vanwaar verder vervoer plaatsvindt per schip.
De stad is de grootste stationaire luchtvervuiler van Rusland; per dag wordt er tweemaal zoveel uitgestoten als door de stad Londen. Volgens de milieuorganisatie milieudefensie gaat hier zelfs "bijna zestien keer zoveel zwaveldioxide de lucht in als heel Nederland". Verder worden er volgens het kritische milieuboek Troubled Lands een aantal stikstofoxides, koolstofmonoxide, fenol en chloor uitgestoten, waardoor er steeds een grote wolk boven de stad hangt. Norilsk is opgenomen in een lijst met de tien meest vervuilde steden ter wereld van het Blacksmith Institute.
Na het uiteenvallen van de Sovjet-Unie werd de stad opengesteld voor de buitenwereld, maar in 1997 kozen bevolking en stadsbestuur ervoor om de stad wederom tot een soort van gesloten stad (ZATO) te maken, maar dan zonder de officiële status van ZATO. Buitenlanders (behalve inwoners van Wit-Rusland) moeten sinds 25 november 2001 speciaal toestemming te vragen om naar de stad te komen, hetgeen ook voor de ermee verbonden havenstad Doedinka geldt.

## Naam
Norilsk werd vernoemd naar het in de buurt gelegen riviertje Norilskaja (stroomgebied van de Pjasina). De stad zelf ligt op de Norilskberg. De Norilskaja en de Norilskberg werden onder andere beschreven door de reizigers Chariton Laptev en Aleksandr Middendorf. De Norilskaja kreeg haar naam waarschijnlijk in de tijd van Mangazeja. De (Russische) naam van de rivier is waarschijnlijk afkomstig van het woord norylo; een lange dunne stok, waarmee de pees van stationaire netten onder het ijs door van het ene gat naar het volgende gat werd uitgestrekt. Een andere versie zegt dat het woord Norilsk is afgeleid van het Evenkse woord narus of het Joekagierse noril, wat "moerassen" betekent.

## Geschiedenis

### Prehistorie en middeleeuwen
Het gebied rond Norilsk werd voor het eerst in de bronstijd bewoond. Bij het Pjasinomeer zijn resten gevonden van menselijke bewoning en primitieve instrumenten voor het smelten en gieten van metalen en ruw materiaal (bollen van ijzererts) gevonden. In de 16e en 17e eeuw werd er koper gewonnen door de inwoners van Mangazeja, die vooral bestonden uit Pomoren en Siberische Kozakken. Deze stad lag aan de rivier de Taz boven de poolcirkel en kreeg in 1603 de status van stad. Het was een belangrijk internationaal handelscentrum waar ook koper werd gegoten, zo blijkt uit archeologische opgravingen van 1972 tot 1975. In overblijfselen van koperen artikelen uit Mangazeja zijn platinoiden aangetroffen, die wijzen op het feit dat de ertsen die werden gesmolten afkomstig waren uit lagen rond Norilsk. Toen tsaar Alexis, die bang was geworden voor kolonialisme door Europese mogendheden, verbood aan zowel Europese handelaren als aan Russen om Mangazeja nog langer te bevaren bij zee, verviel de plaats in de tweede helft van de 17e eeuw en raakte de Noordoostelijke Doorvaart in verval. Deze was ontstaan door de drang van de Europese mogendheden als de Nederlanders en de Britten om hierlangs Indië te proberen te bereiken. Deze route werd nu echter geblokkeerd en er werd een kordon van streltsy geplaatst op het schiereiland Jamal.
Aan het einde van de 19e eeuw probeerde handelaar Sotnikov koper te smelten uit de ertslagen van Norilsk en liet ongeveer 3 ton koper smelten, waarna hij een smelterij liet bouwen. Deze ging echter al snel kapot door de ongelijke verzakking van de permafrost.
Alhoewel al in de 18e eeuw duidelijk was dat zich in het Siberisch Craton grote voorraden mineralen bevonden, begon de mijnbouw hiervan pas in 1939, toen de begraven delen van de Norilsk-Tanach dieptegesteenten werden ontdekt onder bergachtig terrein.

### De Norillag en het Kombinaat
Tussen 1919 en 1926 werden er expedities ondernomen door geoloog Oervantsev naar het gebied die rijke ertslagen aantroffen van steenkool en polymetaalertsen op de oostelijke uitlopers van het Poetoranagebergte. In 1921 liet Oevantsev tijdens een expeditie een houten huisje bouwen, dat wordt beschouwd als het eerste huis van Norilsk en nu dient als het museum "het eerste huis van Norilsk". Stalin gaf in 1932 bij het tweede vijfjarenplan de ontwikkeling van de delfstoffen uit het het noorden de hoogste prioriteit. Dit omvatte goud uit Jakoetsk, steenkool uit Vorkoeta, fluor uit Amderma en uit Norilsk nikkel (in de eerste plaats), goud, kobalt, koper, platina, telluur en zilver.
In 1935 begon de bouw van het Kombinaat Norilsk door dwangarbeiders uit de Goelagkampen. Vanaf de rivier de Jenisej werden de eerste platte schepen met dwangarbeiders ("zek's") aangevoerd. Het Goelagregime en de kampen werden gezamenlijk aangeduid als de Norillag ("Norilsk hervormingswerkkamp"). Met behulp van mogelijk 365.000 dwangarbeiders werd de stad Norilsk gebouwd uit het niets. Het eerste jaar woonden de gevangenen, Norillaga genoemd, in tenten bij gebrek aan bewoning bij temperaturen tot ver onder nul, waarbij vele doden vielen. Scheurbuik bleek veel voor te komen onder de gevangenen en in reactie daarop werd een fabriek gebouwd voor het persen van dennennaalden voor middeltjes tegen scheurbuik. Voor de winning van delfstoffen werd door de dwangarbeiders de Norilskspoorlijn en een haven aangelegd. De havens vormen nu de stad Doedinka. Vandaar werd en wordt het erts in de zomer per schip vervoerd naar Europees Rusland.
Volgens de statistieken van de Norillag kwamen in de periode van het kampsysteem tussen 1935 en 1956 in totaal 16.806 mensen om door gedwongen arbeid, verhongering en de extreme kou. Het totale aantal gevangenen lag waarschijnlijk in de buurt van de 400.000, verspreid over 30 kampen. De gevangenen noemden Norilsk een eiland (ostrov), aangezien het alleen per boot of vliegtuig kon worden bereikt en verder compleet geïsoleerd lag van de buitenwereld. De bewoonde wereld van Rusland werd (en wordt) materik genoemd.
In maart 1939 werd in de kleine metallurgische fabriek de eerste steen verkregen, in juni 1939 het eerste nikkelsteen en in 1942 het eerste nikkel (anodisch en kathodisch). In hetzelfde jaar kreeg Norilsk de status van nederzetting met stedelijk karakter. Vooral in de oorlogsjaren van 1942 tot 1944 kwamen veel mensen om het leven, omdat toen de voedselvoorraden erg schaars waren. In 1948 werd de Gorlag ("speciaal kamp nr. 2") afgescheiden van de Norillag, voor de aparte opsluiting van politieke gevangenen, waarbij tevens een nieuw registratiesysteem werd ingevoerd. Tot 1951 waren de nederzetting Norilsk en het Kombinaat gelokaliseerd aan de noordelijke voet van de berg Sjmidt. Deze werd aan het einde van de jaren veertig vervangen door een nieuwe locatie op de oostelijke kust van het Dolgojemeer, die nu aangeduid wordt als de "nieuwe" stad. In de "oude" stad, waar het eerste huis zich bevindt, bevinden zich nu geen huizen of woongebouwen meer. De "nieuwe" stad werd vanaf 1951 gebouwd door Norillaga en kreeg in 1953 de status van stad, waarbij de meerderheid van haar voormalige gevangenen de status van stadsburger kreeg. In hetzelfde jaar ontstond net als in Vorkoeta in de Gorlag na de dood van Stalin een opstand onder leiding van de Oekraïense dissident Jevhen Hrytsjak (Norilskopstand) onder de dwangarbeiders, die was komen overwaaien door een opstand in Oost-Berlijn. De opstand werd onderdrukt door de kamppolitie en de NKVD. Na de grote Kengiropstand in 1954 in de Kazachse SSR werd de Gorlag opgeheven en gere-integreerd in de Norillag. In 1956 werd het kampsysteem feitelijk opgeheven toen de meeste gevangenen werden vrijgelaten. Tot rond 1979 bleven er echter onbekende maar toch aanzienlijke aantallen gevangenen werken in de mijnen.

### Verdere groei en het ontstaan van Talnach en Kajerkan
In 1966 werd de Nikkelertslaag Oktober op ongeveer 40 kilometer ten noordoosten van Norilsk de basis voor de verdere ontwikkeling van Norilsk. In dezelfde periode werd de satellietstad Talnach ten westen van Norilsk gebouwd, waar het nikkel uit de nieuwe ertslagen ten westen van Norilsk werden verwerkt. In de jaren zeventig kwam een nieuwe groep van arbeiders naar Norilsk in de vorm van komsomolspecialisten, die getrokken werden naar de stad vanwege de aantrekkelijke arbeidsvoorwaarden. Zo kregen pasgetrouwde stellen hier binnen 3 jaar een eigen flat, tegenover 15 jaar in de rest van de RSFSR en hadden arbeiders van het Kombinaat recht op minimaal 90 vakantiedagen per jaar (aan kuuroorden van de Zwarte Zee als Sotsji). Als iemand er 45 werd en minimaal 15 jaar had gewerkt, kon deze er met vervroegd pensioen. Ten slotte kreeg men een "pooltoeslag" van 50%.
In 1981 werd hiervoor de metallurgische fabriek van Nadezjdensk gebouwd en daarbij de tweede satellietstad van Norilsk Kajerkan.
In 2001 werd Norilsk verklaard tot gesloten stad voor zowel buitenlanders als Russische burgers (reispas vereist). Officieel om Azerbeidzjaanse straatverkopers buiten de deur te houden om "criminaliteit te weren", maar waarschijnlijker is dit gedaan vanwege de gevoelige aard van de nikkel-platinum-palladium-kopermijnbouw en de ICBM raketsilos die gestationeerd zijn in het nabijgelegen Poetoranagebergte. In 2004 werden alle plaatsen rond Norilsk onder haar jurisdictie geplaatst en een jaar later werden Kajerkan en Talnach tot districten van de stad gemaakt en verloren als zodanig hun stadstatus.

## Geografie

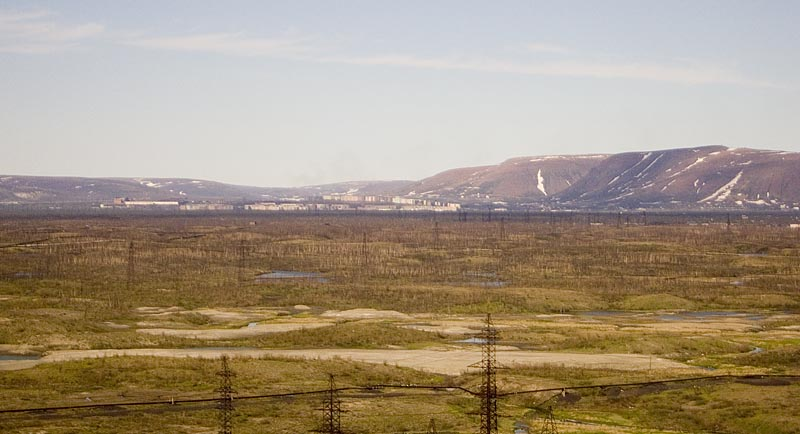
Toendralandschap nabij Norilsk

Norilsk ligt op 90 kilometer ten oosten van de rivier Jenisej in het noordwesten van het Midden-Siberisch Bergland in het zuiden van het schiereiland Tajmyren ten oosten van het West-Siberisch Laagland. Het ligt op 1500 kilometer vliegen en 2000 kilometer varen van Krasnojarsk. Norilsk lag tot 2006 binnen het nu opgeheven autonome district Tajmyr, maar stond echter onder jurisdictie van kraj Krasnojarsk. De stad ligt op de permafrost op 300 kilometer ten noorden van de noordpoolcirkel in de bostoendraovergangszone vlak bij de rivier de Norilskaja (zijrivier van de Pjasina) en aan de voet van het tot 1700 hoge Poetoranagebergte (noordwestelijk deel van het Midden-Siberisch Bergland).

## Klimaat
Het klimaat rond Norilsk is subarctisch, scherp continentaal. Meer dan twee derde van het jaar liggen de gemiddelde maandelijkse temperaturen er onder nul. Alleen in juli en augustus vriest het er niet. In de winter wordt de scherpe kou gecombineerd met harde wind. Van december tot januari heerst er de poolnacht en van mei tot juli de middernachtzon. De gemiddelde jaartemperatuur is -9,8 °C. Gemiddeld zijn er 84 vorstvrije dagen en 244 dagen met sneeuw (7,5 tot 9 maanden), 170 dagen met neerslag en 130 dagen met sneeuwstormen. De temperatuur varieert van gemiddeld -25 °C in januari tot +13,6 °C in juli. De laagste gemeten temperatuur is -57 °C en de hoogste gemeten temperatuur +32 °C.
| Maand                  | jan | feb | mrt | apr | mei | jun | jul | aug | sep | okt | nov | dec | Jaar |
| ---------------------- | --- | --- | --- | --- | --- | --- | --- | --- | --- | --- | --- | --- | ---- |
| Gemiddeld maximum (°C) | −25 | −24 | −18 | −11 | −2  | 10  | 18  | 15  | 7   | −6  | −18 | −23 | −6   |
| Gemiddeld minimum (°C) | −30 | −30 | −26 | −20 | −8  | 4   | 10  | 8   | 2   | −11 | −23 | −28 | −13  |
|                        |     |     |     |     |     |     |     |     |     |     |     |     |      |
| Neerslag (mm)          | 23  | 23  | 23  | 20  | 22  | 22  | 25  | 33  | 30  | 41  | 27  | 26  | 315  |
| Bron: (en) MSN Weather |     |     |     |     |     |     |     |     |     |     |     |     |      |

Dag- en nachtwisselingen:
- 30 november – 13 januari: poolnacht (45 dagen);
- 13 januari – 27 maart: gewone wisseling van dag en nacht (73 dagen);
- 27 maart – 26 april: schemernacht (30 dagen);
- 27 april – 19 mei: Witte Nacht (23 dagen);
- 19 mei – 25 juli: middernachtzon (68 dagen);
- 25 juli – 15 augustus: Witte Nacht (23 dagen);
- 15 augustus – 15 september: schemernacht (30 dagen);
- 15 september – 30 november: gewone wisseling van dag en nacht (73 dagen).

## Demografie
Van het einde van de Sovjet-Unie tot aan 2002 liep de bevolking terug met bijna 33% tot onder het niveau van 1970. De belangrijkste oorzaken hiervoor zijn de sterk gedaalde lonen en de privatisering van Norilsk Nikkel, waarbij vele mensen op straat kwamen te staan. Veel jongeren zoeken hun toekomst in andere gedeelten van het land. De oudere bevolking, die niet de middelen heeft om het gebied te verlaten en elders een betere toekomst op te bouwen, is vaak achtergebleven in de stad. Als gevolg hiervan is het percentage ouderen sterk toegenomen. In 1994 was de gemiddelde leeftijd nog 28; in 2005 was dit al bijna 40.
| 1939   | 1959    | 1970    | 1979    | 1989    | 2000    | 2010    | 2015    | 2019    |
| ------ | ------- | ------- | ------- | ------- | ------- | ------- | ------- | ------- |
| 14.000 | 110.000 | 135.500 | 180.300 | 174.673 | 140.800 | 175.365 | 176.251 | 180.976 |

## Bestuurlijke indeling
Norilsk is het bestuurlijk centrum van de bestuurlijke regio Groot-Norilsk, waartoe ook Talnach, Kajerkan, het dorp Snezjnogorsk, het vliegveld Alykel en het stadsdistrict Oganer behoren.

## Politiek
Tussen 2003 en 2007 was Valeri Melnikov burgemeester van de stad. Hij was een ex-vakbondsleider bij Norilsk Nikkel en had bij de verkiezingen ingezet op een grotere bijdrage van Norilsk Nikkel aan het budget van de stad. Tijdens de verkiezingen werd hij beschuldigd van het overtreden van de regels nadat hij het hoogste aantal stemmen had behaald in de eerste ronde, waarna hij werd uitgesloten van deelname. Met hulp van de naar verluidt door het Kremlin gesteunde parlementariër Gennadi Raikov kon hij echter toch meedoen met een tweede ronde, waarbij hij meer dan de helft van de stemmen vergaarde en daarmee burgemeester werd. In 2007 werd Sergej Sjmakov burgemeester, in 2012 Oleg Koerilov en in 2017 Rinat Achmettsjin.
De stadsregering heeft als probleem een tekort aan geld om te zorgen voor alle publieke voorzieningen en sociale programma's, die Norilsk Nikkel heeft overgedragen aan de stad en blijft overdragen, daar deze kostenposten vormen. Ook zijn alle bedrijven die niet direct tot de productieketen behoorden afgestoten door het bedrijf. Daarbij komt dat er steeds meer mensen bij komen die niet werken (ontslagen, pensioenen), waardoor de uitgaven worden vergroot. Het bedrijf Norilsk Nikkel heeft echter steeds minder mensen nodig en het aantal mensen dat in de stad woont is eigenlijk te hoog. De federale overheid heeft inmiddels in 2003 een wet aangenomen, die families die dat willen, de mogelijkheid biedt zich te vestigen in andere delen van Rusland, waarbij de overheid huisvesting en andere zaken aanbiedt ter waarde van omgerekend 18.000 dollar.
Voor 2006 stonden 23.000 verhuizingen gepland, maar veel mensen willen niet weg voor dat geld, omdat ze vinden dat ze daarvoor geen goed huis kunnen krijgen.

## Geologie en mijnbouw
In dit deel van het Siberisch Craton bevinden zich onder andere de grootste nikkel-koper-palladiumvoorraden ter wereld. De mineraal voorraden van Norilsk-Talnach werden ongeveer 250 miljoen jaar geleden gevormd door de eruptie van de vulkanische vlakte van het Siberische Trappen. Hierbij werd meer dan een miljoen kubieke kilometer lava uitgespoten, waarvan een groot deel door de platgelegen lavakanalen beneden het Poetoranagebergte. De Siberische Trappen worden verantwoordelijk gehouden voor de massaextinctie aan het eind van het tijdvak Perm. Het erts werd gevormd toen het uitgespuwde magma verzadigd raakte in zwavel en bolletjes pentlantiet, chalcopyriet en andere sulfiden begon te vormen. Deze sulfiden werden vervolgens "gewassen" door de voortdurende bergstroom van losbarstend magma en verbeterden hun voortgang met nikkel, koper, platinum en palladium. Momenteel omvatten de bekende voorraden van dit gemineraliseerde dieptegesteente 1,8 miljard ton.
Hierdoor is het gebied gericht op mijnbouw en metallurgie. Naast nikkel worden hier ook onder andere koper, kobalt, platina en steenkool gedolven. Het erts wordt via verschillende schachten gewonnen. De huidige voorraden worden gewonnen op 1200 meter diepte. De mijnen van Talnach zijn de grootste van Rusland met een gangenstelsel van meer dan 450 kilometer en meer dan 80 kilometer aan ondergrondse spoorlijnen.
De voorraden worden onderzocht door een staatsbedrijf, dat daarvoor elektromagnetisch veldengeofysica gebruikt, waarbij lijnen van meer dan 1000 meter lang worden gespannen over de grond, waarmee men in staat is het geleidbare nikkel in kaart te brengen op diepten tot meer dan 1800 meter.

## Economie en transport

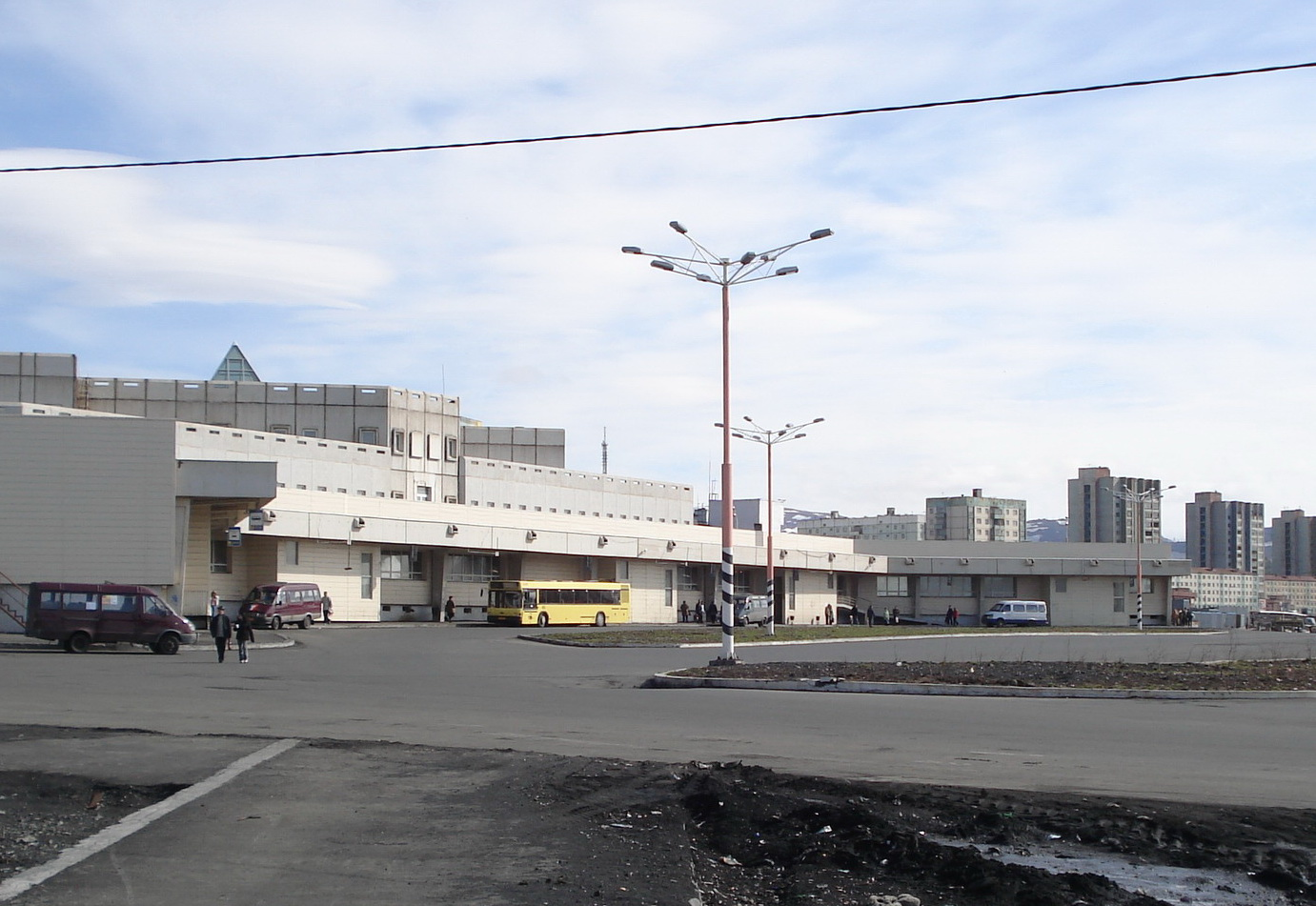
Busstation

Het Industriegebied Norilsk is onderdeel van het mijnbouw- en metallurgisch bedrijf Norilsk Nikkel, waarvan dit het belangrijkste onderdeel is. Een gedeelte van het hoogwaardige nikkel dat wordt gewonnen, wordt direct na delving naar de smeltfabriek van Norilsk Nikkel op het Kolaschiereiland gebracht. PGMslijm wordt verkregen door de elektrolytische raffinage van nikkel en koper en wordt verkocht aan gespecialiseerde bedrijven, die er PGM van maken.
In de Sovjetperiode was het kombinaat verantwoordelijk voor alles in het gebied. De mijnbouw bereikte zijn hoogtepunt eind jaren tachtig, toen er jaarlijks 4 miljoen ons palladium en 1 miljoen ons platinum werd geproduceerd. Het bedrijf werd echter zwaar getroffen door het uiteenvallen van de Sovjet-Unie begin jaren negentig en werd verliesgevend. Essentiële investeringen bleven daardoor uit en de productie stagneerde. Het kombinaat werd daarop in 1994 geprivatiseerd tijdens het omstreden Leningen voor aandelenprogramma en kwam voor weinig geld in handen van zakenman Vladimir Potanin, die tevens mede-initiator was van het leningen voor aandelenprogramma. Om het bedrijf winstgevend te maken werden alle geldverslindende sociale voorzieningen overgeheveld naar het bestuur van de stad, werd een groot deel van de werknemers ontslagen, werden onrendabele delen gesloten en werd de Norilskspoorlijn ontdaan van haar elektrische treinen en van alle passagiersverbindingen. De inwoners van Norilsk en de andere plaatsen die met het kombinaat verbonden zijn, trokken en trekken massaal weg uit de plaats naar het 'vasteland' van Rusland op zoek naar werk en hogere lonen.
Vanaf 1998 werd er weer meer geïnvesteerd door de hogere prijzen van palladium, waardoor de raffinage van PGM gestegen is. In 2005 kon de mijnbouw zelfs zonder nieuwe voorraden nog ten minste 40 jaar doorgaan. In 2004 waren twee nieuwe mijnen gepland bij Talnach voor het bereiken van de diepere lagen: De Skalistimijn die bijna gereed is en op 1600 meter diepte zal opereren en de Gloebokimijn die nog in de ontwerpfase is en die op 2000 meter diepte moet gaan, werken vanaf 2013/2014.
Norilsk heeft een luchtverbinding via het 40 kilometer westelijker liggende vliegveld Alykel ten zuiden van het gelijknamige plaatsje Alykel.

## Vervuiling

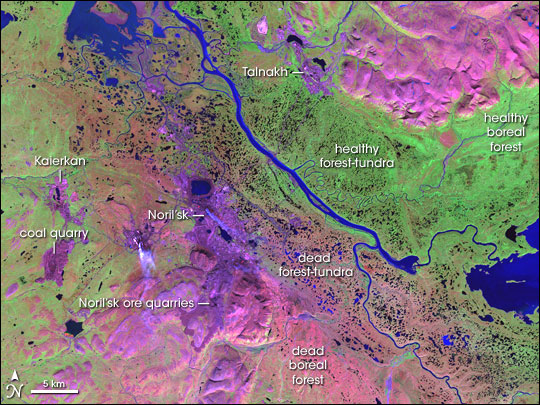
Satellietfoto van de omgeving van Norilsk met aanduiding van de zwaarst getroffen gebieden (details)

Norilsk Nikkel is het meest vervuilende bedrijf van Rusland. In 2003 werd volgens het Russische ministerie van Natuurlijke Hulpbronnen meer dan 2 miljoen ton aan vervuilende stoffen de lucht in geblazen. Het gewonnen nikkel wordt ook gesmolten in Norilsk hetgeen leidt tot veel zure regen en smog. In 2007 meldde de BBC dat de fabrieken bij Norilsk de grootste producent ter wereld zijn van zure regen, die volgens de natuurbescherming neerslaat over een gebied ter grootte van Duitsland. Volgens sommige schattingen komt 1% van de globale zwaveldioxideuitstoot uit Norilsk.
De vervuiling met zware metalen is nu zo erg dat wel wordt gezegd dat het nu economisch haalbaar is om de bodem te exploiteren, daar deze zo vervuild is dat ze economisch rendabele percentages platinum en palladium bevat. In 2006 stond Norilsk in de top 10 van meest vervuilde plaatsen op aarde van het Blacksmith Institute Hierbij worden luchtvervuiling door deeltjes (waaronder de radio-isotopen strontium-90 en cesium-137, nikkel, koper, kobalt, lood en seleen) en door gassen (zoals stikstof, koolmonoxiden, zwaveldioxide, fenolen en diwaterstofsulfide) genoemd als problemen. Volgens lokale autoriteiten wordt elke dag 5000 ton aan zwaveldioxiden de lucht in geblazen in de stad. De fabrieken van Norilsk produceerden in 2003 ongeveer een zevende van alle fabrieksvervuiling in Rusland. Elk jaar wordt er 2 miljoen ton afvalgassen uitgestoten en 85 miljoen kubieke meter vervuild water volgens schattingen van de Russische regering.
De toendrabegroeiing is op veel plaatsen volledig verdwenen en door de vervuiling verkleurt de sneeuw. In 2001 was meer dan 13 miljoen hectare aan jacht- en graslanden in Tajmyr niet bruikbaar door de vervuiling, waardoor veel boerderijen noodgedwongen zijn opgeheven. Veel rivieren, zoals de Ambarnaja, Koepets, Sjtsjoetsjieja en Talnach zijn zo vervuild dat er geen vis meer leeft. Vervuilingsconcentraties overschrijden vaak de toegestane waarden; 106 keer voor koper, 2 keer voor zink, 13,8 voor amonium, 6,6 keer voor nikkel, 11 keer voor fenolen en 150 keer voor ijzer. Ook is het bodemwater zwaar vervuild. Afvalzuivering werd in 2001, behalve in Doedinka, waar deze onvoldoende capaciteit had, nergens toegepast.
De levensverwachting in Norilsk is gemiddeld 49 jaar; 10 jaar lager dan in de rest van Rusland. Kinderen hebben er vaak ademhalingsproblemen (15,8% van de kindersterfte) en een groot deel van de bevolking verkeert in slechte gezondheid.

### Olieramp van mei 2020
Op 29 mei 2020 stroomde uit een roestige opslagtank zo’n 20.000 ton dieselolie weg in de naburige rivier. Natuurbeschermers noemden het de grootste milieuramp in het arctische gebied sinds de milieuramp met de  Exxon Valdez in Alaska in 1989. Naar alle waarschijnlijkheid is de breuk veroorzaakt door het dooien van de permafrost, als gevolg van de opwarming van de Aarde.

## Onderwijs en cultuur
In Norilsk bevindt zich het Industrieel Instituut van Norilsk en daarnaast enkele vestigingen van instituten voor hoger onderwijs uit andere steden. De stad heeft een dramatheater, een kunstgalerie en een staatsmuseum voor de geschiedenis van het industriegebied Norilsk. Ook bevindt zich er het landbouwinstituut van het Hoge Noorden.